# Герб Челябінської області

Герб Челябінської області

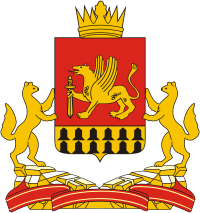
Герб Челябінської області (1999)

Герб Челябінської області є символом Челябінської області, прийнято 8 січня 2002 року.

## Опис
Існують три рівних версії герба області:
- великий герб області
- середній герб області (без двох стрічок ордена Леніна)
- малий герб області (без золотої земельної корони й двох стрічок ордена Леніна)

Геральдичний опис великого герба області говорить:
«У червленому (червоному) полі срібний двогорбий верблюд із золотою поклажею. Щит увінчаний золотий земельною короною й оточено двома стрічками ордена Леніна».

### Тлумачення символіки
Герб області складений на основі історичного герба Ісетської провінції, на землях якої розташована територія сучасної Челябінської області.
- Основною фігурою герба області є срібний двогорбий верблюд із золотою поклажею — витривала й шляхетна тварина, що вселяє повагу й приповідно показує мудрість, довголіття, пам'ять, вірність, терпіння
- Червлений (червоний) колір поля герба — колір життя, милосердя й любові — символізує мужність, силу, вогонь, почуття, красу, здоров'я. Червоний колір поля є одночасно співзвучним праці металургів, машинобудівників, ливарів і енергетиків, основні технологічні процеси яких пов'язані з тепловими реакціями. Це доповнює зміст герба області як промислово розвиненого регіону
- Золото — символ могутності, знатності, сталості, міцності, багатства, надії, інтелекту й сонячного світла. Золото в гербі приповідно показує виняткову південноуральську природу, невичерпне багатство надр області
- Срібло служить символом шляхетності, чистоти, справедливості, великодушності
- Історична земельна корона вказує на статус Челябінської області як суб'єкта Російської Федерації
- Дві стрічки ордена Леніна, яким Челябінська область нагороджено в 1956 і 1970 роках, показують заслуги області